# Karl von Althann
Michael Karl Graf von Althann Freiherr auf der Goldburg zu Murstetten (* 2. Mai 1801 in Linz, Oberösterreich; † 16. Mai 1881 in Cannes) war ein österreichischer und preußischer Gutsbesitzer und Politiker.

## Familie
Althann entstammte der Uradelsfamilie Althann, die neben ausgedehntem Grundbesitz im Österreichischen Kaiserreich auch einige Güter in der seit 1763 preußischen Grafschaft Glatz besaß. Durch den Besitz des Majorats Mittelwalde hielt die Familie einen erblichen Sitz im Preußischen Herrenhaus. Auch im Österreichischen Herrenhaus hatten die Herren von Althann einen erblichen Sitz.
Karl von Althann war der zweite Sohn des Michael Maximilian Franz Graf von Althann (1769–1834) und der Maria Franziska Eleonore Gräfin von Thürheim (1774–1818). Das Herrenhausmitglied Michael Joseph und der k. k. Offizier Michael Ferdinand waren seine Brüder. Karl von Althann heiratete 1832 in erster Ehe Luise Gräfin von Nostitz-Rieneck (1805–1849). In zweiter Ehe vermählte er sich 1850 mit Caroline Sarah Thomas, mit der er eine Tochter und den Sohn Michael Robert hatte, der auch sein Erbe wurde.

## Leben
Althann war Offizier und im Range eines Oberst-Lieutenant aus der Kaiserlichen Armee ausgeschieden. Nach dem Tod seines Bruders Michael Joseph wurde er Herr auf Mittelwalde, Schönfeld, Wölfelsdorf in der Grafschaft Glatz, der österreichischen Herrschaften Zwentendorf und Murstetten sowie Swojschitz, Grulich und Mičíněves in Böhmen. Er war spanischer Grande erster Klasse. Im Erzherzogtum Österreich ob und nieder der Enns hatte er den zeremoniellen Rang eines Oberst-Erbland-Vorschneiders, Schildträgers und Kampfrichters.
Karl von Althann war von 1861 bis zu seinem Tode 1881 mit erblichem Recht Mitglied sowohl im Preußischen als auch im Österreichischen Herrenhaus.